# Providence Village (Texas)
Providence Village kisváros az USA Texas államában, Denton megyében. Lakosainak száma 7691 fő (2020. április 1.).

## Népesség
A település népességének változása:

| 2010 | 4 786 |
| 2020 | 7 691 |